# 교황 십자가

교황 십자가

교황 십자가는 기독교의 상징물 중 하나이다. 십자가의 종류 가운데 하나인 교황 십자가는 교황의 주교 지팡이로 사용하거나 입당 행렬을 할 때 교황 앞에 지고 간다. 교황의 십자가답게 다른 주교 지팡이와는 그 형태가 전혀 다르다.

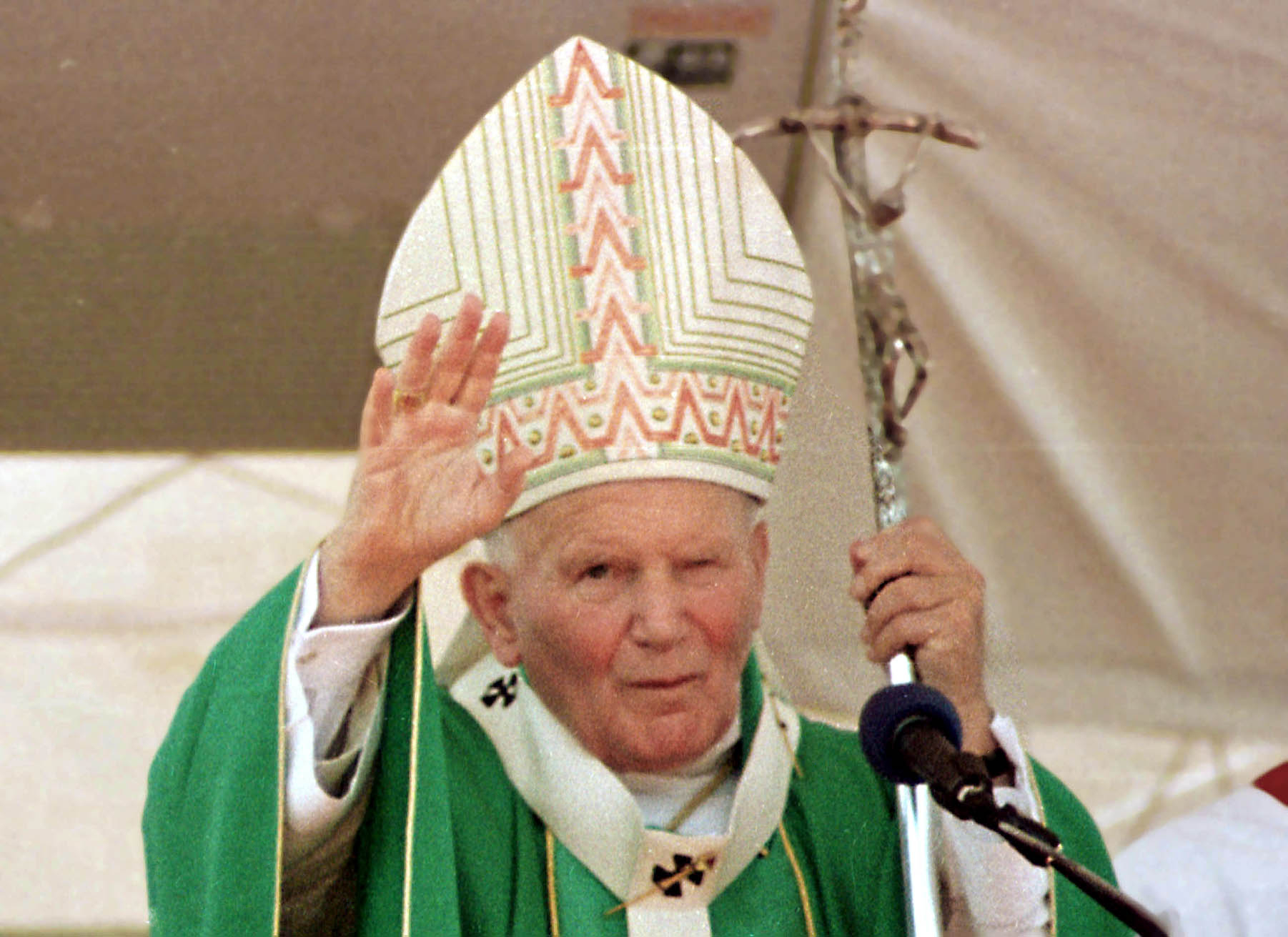
교황 요한 바오로 2세가 쥐고 있는 현대적 교황 지팡이.

과거에 교회 문장에서 이 십자가 형태는 교황 특유의 기호로 자주 사용되었다. 이 십자가의 기본 구조는 라틴 십자가이며 다른 점이 있다면 횡단목 윗부분에 두 개의 막대기가 더 있는데 위로 올라갈수록 길이가 짧다. 교황 십자가는 대주교를 가리킬 때 사용하는 두 개의 가로줄이 있는 주교 십자가와 유사하며, 정확하게는 교황직이 대주교보다 더 높은 교회 직책이라는 점을 나타내려고 사용한 듯하다.
상징주의에서는 세 개의 가로장이 덧붙여진 것을 역사적으로 교황권과 연관 있는 교황관의 세 줄의 띠에서 비롯되었을 것으로 보고 있다. 또한, 세 개의 가로장은 골고타를 나타내는 것이라고 말하기도 한다.

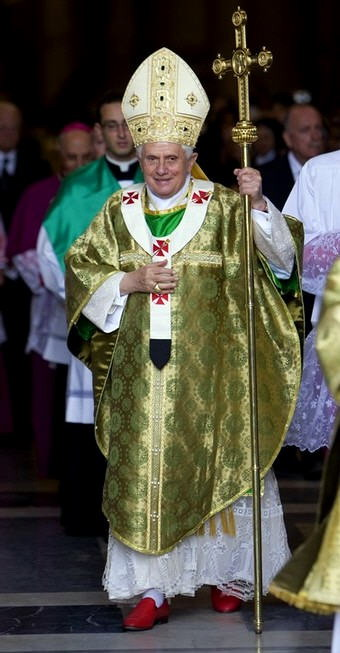
교황 베네딕토 16세가 쥐고 있는 전통적 교황 지팡이.

교황 바오로 6세 이래 교황 요한 바오로 1세와 교황 요한 바오로 2세는 이탈리아 예술가 렐로 스코르젤리가 현대적으로 디자인한 가로줄이 하나만 있는 십자가가 달린 주교 지팡이를 사용하였다. 그렇지만, 가로장은 동방 교회의 주교들이 사용하는 주교 지팡이와 비슷하게 약간 앞으로 구부러진 모양이다.
2008년 3월 16일 교황 베네딕토 16세는 성 베드로 광장에서의 종려 주일 거행 때, 이전에 교황 비오 9세와 교황 비오 12세가 사용했던 황금 주교 지팡이를 사용하였다. 또한, 그는 같은 해 부활절 성삼일 거행에서도 그 십자가를 사용하면서 이후로도 계속 교황용 지팡이로 사용하였다. 이 지팡이는 2009년 11월 28일 때까지 사용되었다가, 치르골로 산 피에트로에서 특별히 제작하여 베네딕토 16세에게 헌정한 지팡이로 교체되었다. 교황청 전례위원장 귀도 마리니 몬시뇰은 “베네딕토 16세의 주교 지팡이는 깊이 생각한 끝에 사용된 것이다.”라고 밝혔다.
2013년 4월 7일 교황 프란치스코는 산 조반니 인 라테라노 대성전에서 가진 로마 주교좌 착좌 미사를 기점으로 다시 바오로 6세 때부터 요한 바오로 2세 때까지 사용한 현대적 주교 지팡이를 다시 사용하기 시작하였다.

## 같이 보기
- 십자가
- 교황
- 기독교
- 주교 지팡이